# Richard Brenner
Richard Brenner (Merseburgo, Sajonia-Anhalt, 30 de junio de 1833 -  Zanzíbar, 22 de marzo de 1874) fue un explorador alemán de África oriental.

## Biografía

### Primeros años
Después de completar sus estudios secundarios y su servicio militar, Brenner se dedicó a la silvicultura y trabajó en varios distritos forestales de las montañas de Harz. Luego aprendió a producir azúcar y trabajó en varias fábricas de Sajonia y Braunschweig. 

### Expediciones al África oriental
Fue contratado a finales de 1864 como secretario, taxidermista y cazador por el barón Karl Klaus von der Decken para su segunda expedición al África oriental. De febrero a julio de 1865, exploraron los ríos costeros Osi, Tula y Schamba del este de África y desde agosto hasta septiembre exploraron el curso del río Jubba. La expedición fue atacada por los somalíes el 30 de septiembre y el 1 de octubre de 1865 y cuatro de sus miembros fueron asesinados. Brenner continuó hacia la costa, volvió a Zanzíbar y desde allí regresó a Alemania.
Al enterarse de que el barón von der Decken había sido asesinado cerca de Bardera el 3 de octubre de 1865, su familia mandó a Brenner para realizar más investigaciones. De noviembre de 1866 a febrero de 1867 emprendió un viaje a lo largo de la costa de Somalia y el país Galla para cumplir la orden de esclarecer plenamente las circunstancias del asesinato del barón. Brenner atravesó el territorio de los somalíes en noviembre de 1866 deteniéndose en la ciudad de Barawe hasta enero de 1867. Exploró el río Webi y el río Scheri y regresó a Zanzíbar el 26 de febrero.
Comenzó una segunda partida en marzo de 1867 a lo largo de la costa de los gallas, y llegó al río Tana y al Osi. Permaneció varios meses en el sultanato de Witu, fundado por Shekh Mahmud Fumulut. Era un lugar de reunión para los esclavos fugitivos, porque a todos los que llegaban allí se les permitía vivir con total libertad, pues el sultán había abolido la esclavitud en su territorio. Comunicó a Brenner que propusiera al gobierno prusiano crear un protectorado sobre su país y fundar una colonia. Brenner envió al ministerio prusiano la descripción de la ubicación del país Witu, que ningún europeo había visitado antes que él. La propuesta del sultán ni siquiera fue considerada en Berlín.
Brenner regresó a Zanzíbar en febrero de 1868 y luego viajó a Europa vía Mogadiscio y Adén. El viaje lo hizo con un joven miembro de los oromo llamado Djilo, al que más tarde adoptó como hijo suyo.

### Misiones comerciales
A finales de 1869, varias compañías suizas y de Trieste le enviaron a territorio somalí en una expedición comercial. En 1870, Brenner emprendió el viaje con su propia goleta por el mar Rojo, llegando hasta Adén y a continuación, a lo largo de las costas del océano Índico, hasta Mascate. Viajó por las costas de Omán hasta el territorio de los gallas, remontó el curso del río Kingani y volvió a Zanzíbar. Para esta expedición, Brenner recibió, entre otras indicaciones, el encargo de adquirir objetos exóticos del este de África para el departamento etnográfico del museo de Sant Gallen. En los puertos donde atracaban ofrecían a la venta algunos productos, entre ellos textiles y relojes, pero también queso emmental y fusiles. Parte del cargamento se perdió cuando la goleta se hundió cerca de Kismaayo. Sin embargo, se salvaron algunos de los objetos destinados al museo, entre ellos el cuerno de un rinoceronte, el cráneo de un hipopótamo y veinte reptiles. 
En 1871, Brenner se dirigió a Zanzíbar para instalar allí una estación comercial para las compañías que le habían encargado la expedición. Se quedó en Adén para recuperarse de los esfuerzos del viaje, ya que el clima se le hizo cada vez más difícil. Gracias al esmerado cuidado de su hijo adoptivo Djilo, finalmente pudo continuar su viaje y planeó un viaje a lo largo de la costa de África Oriental hasta Mozambique y Madagascar.

### Últimos años
Agotado por las fiebres tropicales, regresó a Merseburgo a mediados de 1871. El gobierno austro-húngaro le nombró cónsul en Adén, adonde fue en 1872. Luego partió para Zanzíbar, donde murió de fiebre tropical en 1874.
Richard Brenner dejó varias descripciones de sus viajes en los Petermanns Mitteilungen.